# Doubrava (lesní typ)
Doubrava (také dubina) je široké označení pro řadu lesních typů, které se od sebe poměrně liší, spojuje je však vyšší teplota, nižší srážky během roku a dlouhá vegetační doba. Hlavní dřevinou v těchto lesních společenstvech jsou duby. Etymologicky doubrava nesouvisí se slovem dub, původně toto slovo označovalo les bez rozlišení.
Příklady doubrav:
- teplomilná doubrava
- acidofilní doubrava (kyselá)
- bazifilní doubrava
- dřínová doubrava
- šípáková doubrava
- cerová doubrava
- zakrslá doubrava
- habrová doubrava (dubohabřina)
- jilmová doubrava
- javorohabrová doubrava
- buková doubrava
- javorobuková doubrava
- borová doubrava
- březová doubrava
- jedlová doubrava
- lipová doubrava
- biková doubrava
- mochnová doubrava
- stepní doubrava